# Eisenbahnbrücke Lauda

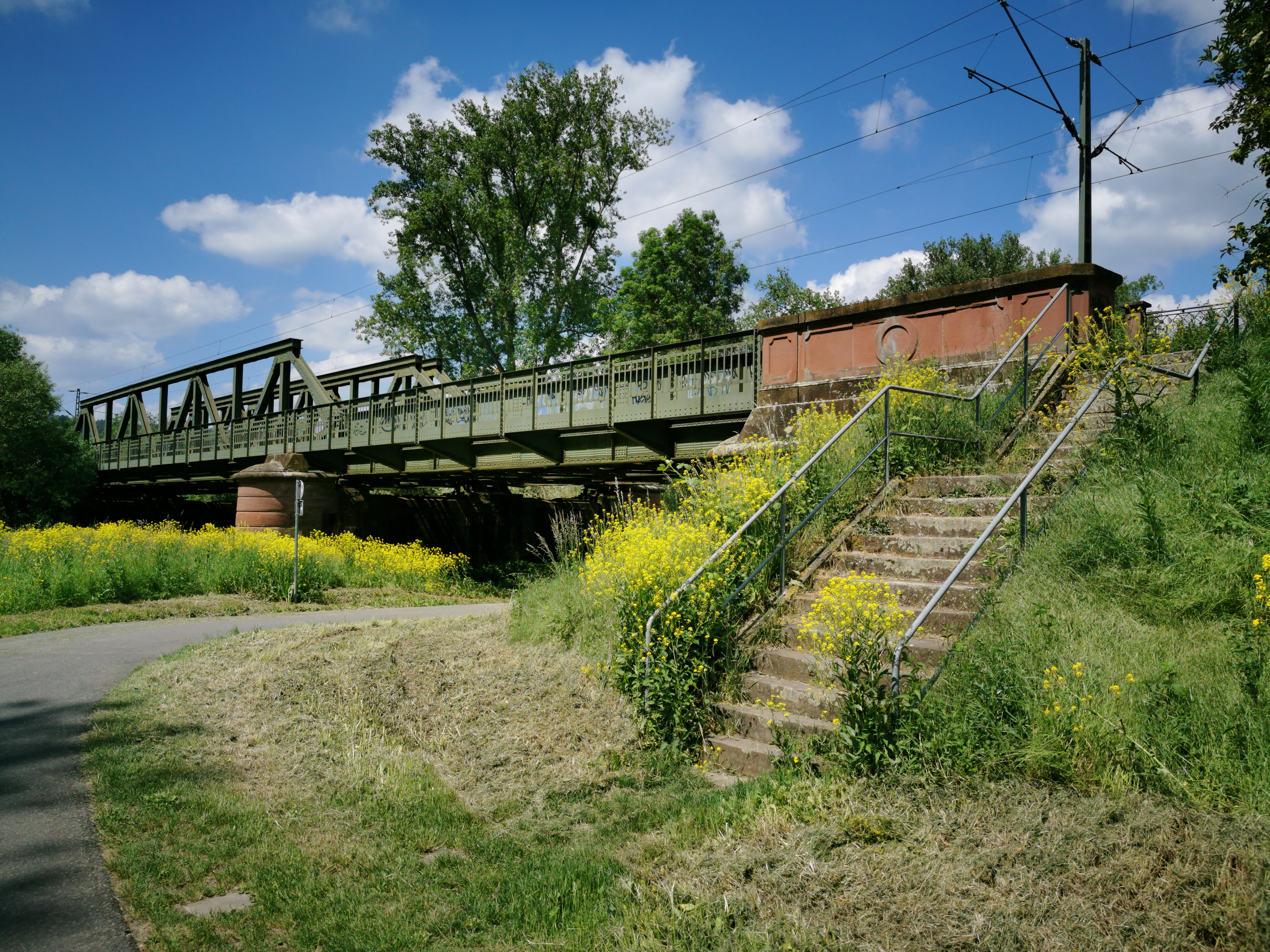
Eisenbahnbrücke Lauda über die Tauber und den Taubertalradweg mit Überweg für Fußgänger und Radfahrer

Die Eisenbahnbrücke Lauda ist eine Eisenbahnbrücke der Frankenbahn bei Lauda-Königshofen im Main-Tauber-Kreis in Baden-Württemberg.

## Geschichte und Beschreibung
Die 81 Meter lange Fachwerkbrücke wurde 1866 mit der Eröffnung der badischen Odenwaldbahn zwischen Osterburken und Würzburg eröffnet. Sie folgt nach dem Bahnhof Lauda in Richtung Gerlachsheim und führt über die Tauber und den Taubertalradweg rechts der Tauber. Ein zusätzlicher Überweg verbindet die Abschnitte des Radwegs links und rechts der Tauber.
Der westliche Brückenteil liegt auf der Gemarkung von Lauda und der östliche Brückenteil auf der Gemarkung von Gerlachsheim der Stadt Lauda-Königshofen. Im Zuge des Brückenbaus wurde ein Arm der Tauber stillgelegt und der Fluss im Bereich der Brücke begradigt. Der Tauber-Altarm wurde am Ende des 20. Jahrhunderts als flächenhaftes Naturdenkmal Altarm der Tauber beim Chausseehaus Renig (⊙; seit dem 10. März 1992) ausgewiesen (siehe auch: Liste der Naturdenkmale in Lauda-Königshofen).

## Denkmalschutz
Die Brücke steht als Teil der Sachgesamtheit „Badische Odenwaldbahn“ unter Denkmalschutz.